# Helios (Apfelsorte)
Helios ist eine früh reifende Apfelsorte. In Westdeutschland unbekannt, war sie in der DDR eine empfohlene Alternative zum Klarapfel.
Sie wurde um 1930 von Martin Schmidt und Heinz Murawski gezüchtet und 1969 eingeführt.
Sie ist aus einer Kreuzung der Sorte „Geheimrat Dr. Oldenburg“ mit einem unbekannten Partner hervorgegangen.
Aus Weihenstephan-Triesdorf gibt es eine rote Auslese.
Aus Helios wurden unter anderem die Sorten Piros und Pia gezüchtet.
Die generell gesunden, mittelstark wachsenden Bäume haben starke Anfälligkeit für Feuerbrand, unter Umständen können auch Schorf und Mehltau auftreten. Sie können bei gutem Boden auch in Höhenlagen gedeihen.
Die leicht empfindlichen, selbststerilen Blüten erscheinen früh und sind gute Befruchter. Der Fruchtertrag ist hoch, aber später gerne alternierend.
Die druckempfindlichen Früchte reifen Anfang bis Mitte August und sind nur zwei bis drei Wochen lagerfähig. Sie sind wenig gefärbt, klein bis mittelgroß und eignen sich gut als Tafelobst.
Das Fruchtfleisch ist locker, schwach säuerlich und leicht aromatisch.